# Andromache (Sängerin)

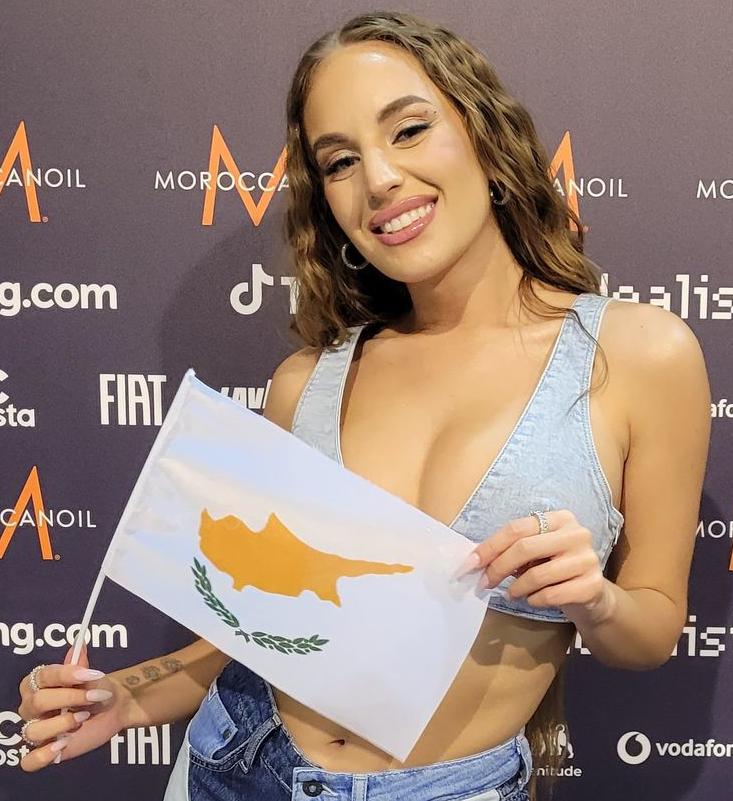
Andromache beim Eurovision Song Contest 2022

Andromáchi Dimitropoúlou (griechisch: Ανδρομάχη Δημητροπούλου) (* 12. Oktober 1995 in Siegen, Deutschland) bekannt als Andromache, ist eine griechische Sängerin, die Zypern beim Eurovision Song Contest 2022 in Turin vertrat.

## Werdegang
Andromáchi wuchs in Deutschland auf – mit 10 Jahren zog sie mit ihren Eltern nach Lechena, einer Gemeinde in der nordwestlichen Ecke der Peloponnes. Nach der Schule begann sie in Athen Germanistik zu studieren. Gleichzeitig sang sie in Bars und Clubs in Lechena, Amaliada und Gazi. 2015 startete sie bei der griechischen Ausgabe von The Voice, wo sie in das Team von Michalis Kouinelis kam. Zwei Jahre später veröffentlichte sie ihr erstes Lied To Feggari bei Panik Records. Mit ihrer vierten Platte Na Soun Psema schaffte sie ihren Durchbruch in der griechischen Musikszene.
Am 9. März 2022 gab der zypriotische Sender (RIK) bekannt, dass sie Zypern bei den Eurovision Song Contest 2022 mit dem Lied Ela vertreten soll. Sie nahm am zweiten Halbfinale teil, konnte sich jedoch nicht fürs Finale qualifizieren.

## Diskografie

### Kompilationen
- 2022: Ela – The Album

### Singles
- 2022: Ela